# لینتون کرازبی
سر لینتون کیت کرازبی (به انگلیسی: Sir Lynton Keith Crosby؛ زادهٔ ۲۳ اوت ۱۹۵۶) راهبردشناس سیاسی استرالیایی است که مدیریت کارزارهای انتخاباتی را برای احزاب راست میانه در چندین کشور بر عهده داشته‌است.
کرازبی را «ارباب شگردهای تاریک سیاسی»، «جادوگر شهر اوز»، و «کارل روف استرالیایی» خوانده‌اند. روزنامهٔ دی ایج در ۲۰۰۲ کرازبی را «از قدرتمندترین و متنفذترین شخصیت‌های کشور [استرالیا]» توصیف کرد.
کرازبی پس از فارغ‌التحصیل شدن از دانشگاه آدلاید با فعالیت در حزب لیبرال استرالیا وارد عرصهٔ سیاست شد و در نهایت در ۱۹۹۷ به سرپرستی حزب در سطح فدرال منصوب شد. او بر کارزارهای موفق حزب در انتخابات فدرال ۱۹۹۶، ۱۹۹۸، ۲۰۰۱، و ۲۰۰۴ نظارت کرد. در پی موفقیت‌های متوالی حزب در انتخابات، جان هوارد به دومین نخست‌وزیر استرالیا از لحاظ طول دورهٔ خدمت مبدل شد. کرازبی در ۲۰۰۲ منصبش در حزب را ترک کرد تا یک شرکت مشاور به نام گروه تکستور کرازبی تأسیس کند.
کرازبی با مدیریت کارزار ناموفق حزب محافظه‌کار بریتانیا در انتخابات سراسری ۲۰۰۵، برای اولین بار درگیر سیاست خارجی شد. او مسئول کارزار انتخاباتی شورای شهر لندن در سال‌های ۲۰۰۸ و ۲۰۱۲ و نیز انتخابات سراسری بریتانیا در ۲۰۱۵ بود که همگی موفق بودند. اما کارزار انتخاباتی حزب محافظه‌کار در انتخابات ۲۰۱۶ شورای شهر لندن به مدیریت او چندان موفق نبود و حزب کارگر پیروز شد. علاوه بر استرالیا و بریتانیا، کرازبی در نقش مشاور احزابی در کانادا، نیوزیلند، و سری‌لانکا نیز ظاهر شده‌است. کرازبی در انتخابات ۲۰۰۹ پارلمان اروپا مشاور حزب لیبرتاس، از احزاب طرفدار پان‌اروپا، بود.